# Fantastic Novels
Fantastic Novels fue una revista pulp estadounidense de ciencia ficción y fantasía publicada por Munsey Company de 1940 a 1941 y posteriormente por Popular Publications de 1948 a 1951. Era complementaria de Famous Fantastic Mysteries y, al igual que ella, sobre todo reeditaba clásicos de ciencia ficción y fantasía de décadas anteriores, como las novelas de Abraham Merritt, George Allan England o Victor Rousseau, aunque ocasionalmente publicaba reediciones de obras más recientes, como Earth's Last Citadel, de Henry Kuttner y C. L. Moore.
Se publicaron cinco números en su primera etapa y otros veinte en la nueva etapa editada por Popular Publications. Mary Gnaedinger fue la editora responsable de ambas series; su interés por reeditar la obra de Merritt contribuyó a convertirlo en uno de los escritores de fantasía más conocidos de la época. Una edición canadiense de 1948 a 1951 reeditó diecisiete números de la segunda etapa; otros dos se reeditaron en el Reino Unido entre 1950 y 1951.

## Historia editorial

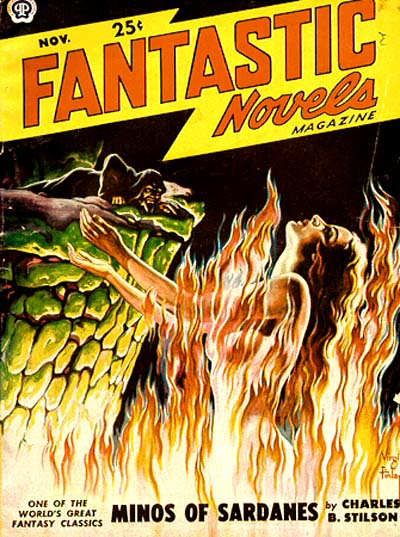
Portada del número de noviembre de 1949, obra de Virgil Finlay

A principios del siglo XX los relatos de ciencia ficción se publicaban con frecuencia en revistas populares, y Munsey Company, una importante editorial de revistas pulp, publicaba una gran cantidad de obras este género. En 1926 Amazing Stories se convirtió en la primera revista pulp especializada en la ciencia ficción. Munsey continuó publicando ciencia ficción en Argosy durante la década de 1930 y en 1939 aprovechó la creciente popularidad del nuevo género para lanzar Famous Fantastic Mysteries, un medio para reeditar las historias de fantasía y ciencia ficción más populares de las revistas de la propia Munsey.
La nueva publicación tuvo un éxito inmediato y la demanda de reediciones de viejos clásicos fue tal que Munsey decidió lanzar otra revista, Fantastic Novels, en julio de 1940, editada, al igual que su predecesora, por Mary Gnaedinger. Las dos revistas se publicaron con una periodicidad bimestral, de forma que se alternaran, aunque la periodicidad se modificó ligeramente con el quinto número de Fantastic Novels, que tenía fecha abril de 1941, pero siguió al número de enero de 1941. Fantastic Novels se dejó de publicar después de ese número y se integró en Famous Fantastic Mysteries. El motivo aducido fue que Famous Fantastic Mysteries «es aparentemente la publicación preferida», pero parece probable que las dificultades de producción causadas por la Segunda Guerra Mundial tuvieran algo que ver. Los números de junio y agosto de 1941 de Famous Fantastic Mysteries mostraban en su portada el lema «Combinada con la revista Fantastic Novels».
Fantastic Novels reapareció en 1948 de la mano de Popular Publications, que había adquirido Famous Fantastic Mysteries de Munsey a finales de 1942. Gnaedinger siguió siendo la editora de Famous Fantastic Mysteries cuando Popular se hizo cargo y también fue editora de la segunda etapa de Fantastic Novels. El número de marzo de 1948, el primero de la nueva etapa, se registró como volumen 1, número 6, como si no hubiera habido interrupción en la publicación. Su nueva andadura duró veinte números más, hasta que dejó de publicarse sin previo aviso con el número de junio de 1951, al parecer por una decisión repentina ya que en el último número se anunciaban los planes de reedición de la novela de Otis Adelbert Kline Maza of the Moon.

## Contenidos

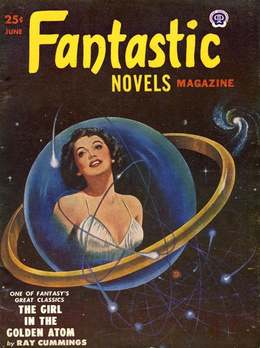
Fantastic Novels finalizó sin previo aviso con el número de junio de 1951

## Detalles editoriales
| Números publicados                                                                                  | Números publicados | Números publicados | Números publicados | Números publicados | Números publicados | Números publicados | Números publicados | Números publicados | Números publicados | Números publicados | Números publicados | Números publicados |
| | Ene                | Feb                | Mar                | Abr                | May                | Jun                | Jul                | Ago                | Sep                | Oct                | Nov                | Dic                |
| --------------------------------------------------------------------------------------------------- | ------------------ | ------------------ | ------------------ | ------------------ | ------------------ | ------------------ | ------------------ | ------------------ | ------------------ | ------------------ | ------------------ | ------------------ |
| 1940                                                                                                |                    |                    |                    |                    |                    |                    | 1/1                |                    | 1/2                |                    | 1/3                |                    |
| 1941                                                                                                | 1/4                |                    |                    | 1/5                |                    |                    |                    |                    |                    |                    |                    |                    |
| |                    |                    |                    |                    |                    |                    |                    |                    |                    |                    |                    |                    |
| 1948                                                                                                |                    |                    | 1/6                |                    | 2/1                |                    | 2/2                |                    | 2/3                |                    | 2/4                |                    |
| 1949                                                                                                | 2/5                |                    | 2/6                |                    | 3/1                |                    | 3/2                |                    | 3/3                |                    | 3/4                |                    |
| 1950                                                                                                | 3/5                |                    | 3/6                |                    | 4/1                |                    | 4/2                |                    | 4/3                |                    | 4/4                |                    |
| 1951                                                                                                | 4/5                |                    |                    | 4/6                |                    | 5/1                |                    |                    |                    |                    |                    |                    |
| Números publicados, en formato volumen/número. En todos los números la editora fue Mary Gnaedinger. |                    |                    |                    |                    |                    |                    |                    |                    |                    |                    |                    |                    |

Mary Gnaedinger fue editora de Fantastic Novels tanto durante la etapa de Munsey Company como la de Popular Publications. Entre julio de 1940 y abril de 1941 se publicaron cinco números y otros veinte entre marzo de 1948 y junio de 1951. La periodicidad era bimestral, con dos únicas excepciones: los números que debían llevar la fecha de marzo de 1941 y marzo de 1951 se retrasaron un mes cada uno. La numeración de los volúmenes fue regular, con cuatro volúmenes de seis números y un quinto volumen final de un número. La revista se publicó en formato pulp en sus dos etapas y tenía un precio de 20 centavos en los dos primeros números, de 10 centavos en el resto de la primera etapa y de 25 centavos en los números de la segunda etapa. Tenía 144 páginas en sus dos primeros números, 128 en dos números y 112 páginas en el último número de la primera etapa; desde el inicio de la segunda etapa hasta el número de noviembre de 1950 tenía 132 páginas, y luego 128 en enero de 1951 y 112 páginas en los dos últimos números.
De septiembre de 1948 a junio de 1951 se publicó una reedición canadiense a cargo de New Publications, con sede en Toronto. Tenían media pulgada más de altura que las ediciones estadounidenses y utilizaban diferentes anuncios en la contraportada, pero por lo demás eran idénticas a las ediciones estadounidenses de la misma fecha. En Reino Unido se publicaron dos números: uno en marzo de 1950, que era una copia del número estadounidense de noviembre de 1949, pero no tenía ni número ni fecha; la otra edición británica era una copia de la edición de mayo de 1949, recortada a solo 64 páginas, que salió a la venta en junio de 1951 y no tenía fecha, pero estaba numerada como 1. Ambas ediciones fueron publicadas por Pemberton's y distribuidas por Thorpe & Porter.